# 鼎の舞
鼎の舞（かなえのふ）とは、東都大学野球連盟に加盟する亜細亜大学・駒澤大学・東洋大学の3大学の應援指導部によるリーダー公開のイベントのこと。

## 開催概要
参加各校とも旧応援団が廃団・活動停止後に、学生有志により旧来の団体とは無関係な、全く新しい団体として順次成立した経緯を持つ団体同士として、従来から交流が深かった。各校ともに3部合同構成となって以後、交流の更なる段階として1995年に合同リーダー公開イベントとして第一回鼎の舞を開催した。以後、例年6月下旬に3大学間での回り持ちで開催されていたが、構成メンバーの維持が困難（特にリーダー部員の不足）になり活動に支障をきたした参加校があった都合で、2004年の第10回を最後に休止となった。2023年4月10日に3校の各SNSにて、19年振りに鼎の舞を復活させる事を発表。第11回の開催時期は従来と異なり8月19日となった。

## 参加大学
- 亜細亜学園體育会應援指導部
- 駒澤大学應援指導部ブルーペガサス
- 東洋大學應援指導部